# جنگل‌دار

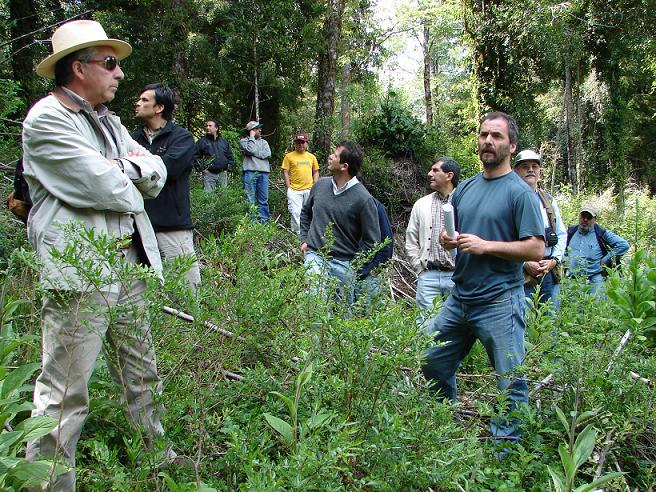
جنگل‌داران دانشگاه جنوبی شیلی در جنگل‌های والدیوی سن پابلو د ترگوآ، شیلی

جنگل‌دار یا کارشناس جنگل‌داری (به انگلیسی: Forester) شخصی است که به جنگل‌داری، علم، هنر و حرفه مدیریت جنگل می‌پردازد. جنگل‌داران در طیف گسترده‌ای از فعالیت‌ها از جمله بازسازی بوم‌شناختی و مدیریت مناطق حفاظت‌شده شرکت می‌کنند. جنگل‌داران جنگل‌ها را مدیریت می‌کنند تا اهداف مختلفی از جمله استخراج مستقیم فراورده‌های جنگلی، تفریح در هوای آزاد، حفاظت، شکار و زیبایی‌شناسی را فراهم کنند. شیوه‌های مدیریتی نوپدید شامل مدیریت جنگل‌ها برای تنوع زیستی، ترسیب کربن و کیفیت هوا هستند.
بسیاری از مردم نقش جنگل‌دار را با چوب‌بر اشتباه می‌گیرند، اما بیشتر جنگل‌داران نه تنها به برداشت چوب، بلکه به مدیریت پایدار جنگل‌ها نیز توجه دارند. یک جنگل‌دار به نام جک سی وستوبی اظهار داشت که «جنگلداری به درختان نمی‌پردازد، بلکه به این موضوع می‌پردازد که چگونه درختان می‌توانند به مردم خدمت کنند».